# Việt Nam độc lập (báo)
Việt Nam độc lập, gọi tắt là Việt Lập, là cơ quan ngôn luận đầu tiên của Việt Nam Độc lập Đồng minh Hội (Việt Minh), được thành lập bởi lãnh tụ Nguyễn Ái Quốc.

## Lịch sử
Báo Việt Lập ra số đầu tiên ngày 1 tháng 8 năm 1941 tại lán Khuổi Nặm, Pác Bó, Cao Bằng, được đánh số 101. Mỗi tháng báo ra 3 kỳ, mỗi kỳ 400 số. Lúc mới ra đời, Việt Nam độc lập đóng vai trò cơ quan tuyên truyền của Tỉnh bộ Việt Minh Cao Bằng, do Nguyễn Ái Quốc trực tiếp phụ trách. Tương tự như tờ Thanh niên, hơn ba mươi số đầu của tờ Việt Lập do Nguyễn Ái Quốc trực tiếp phụ trách và viết bài, biên tập cũng như vẽ tranh minh họa.
Theo Việt Minh, mục tiêu của báo Việt Nam độc lập là "cốt làm cho dân ta biết, biết các việc, biết đoàn kết, đặng đánh Tây, đánh Nhật làm cho Việt Nam độc lập, bình đẳng tự do" (số 101 ngày 1 tháng 8 năm 1941).
Việc in báo gặp nhiều khó khăn do phải đề phòng mật thám của Pháp, Nhật và bảo an binh. Để làm báo, người viết phải lấy trộm những tấm bia đá, đem mài mất mấy ngày để thành bản in, khi in phải viết chữ trái trên đá.
Khi Việt Minh mở rộng địa bàn hoạt động, nối liền hai tỉnh Cao Bằng – Bắc Kạn, báo trở thành cơ quan Liên tỉnh bộ Việt Minh Cao Bằng - Bắc Kạn từ số 130 - 186. Khi phong trào cách mạng tiếp tục lên cao, mở rộng nối liền ba tỉnh Cao Bằng – Bắc Kạn – Lạng Sơn. Trong thời kỳ hoạt động bí mật, đây là tờ báo ra được nhiều số, đứng thứ hai sau tờ Thanh niên (với 208 số) do Hồ Chí Minh sáng lập năm 1925 ở Quảng Châu.
Sau khi Hồ Chí Minh sang Trung Quốc công tác, Phạm Văn Đồng trở thành người phụ trách tờ báo. Ông đảm nhiệm công việc này từ tháng 8 năm 1942 đến tháng 5 năm 1945. Báo Việt Lập tồn tại đến sau cách mạng tháng Tám, số cuối cùng lưu trữ được ra ngày 10 tháng 12 năm 1945, nhằm tuyên truyền cho cuộc bầu cử Quốc hội khóa I của nước Việt Nam Dân chủ Cộng hòa. So với các tờ báo cách mạng, bí mật, bất hợp pháp ấn hành trong thời kỳ thuộc Pháp, Việt Nam độc lập là tờ báo được phát hành trong thời gian dài nhất.

## Nội dung
Các mục của báo Việt Lập bao gồm Xã luận, Tin trong nước, Tin thế giới, Vườn văn, Hộp thơ, Ủng hộ báo. Báo cũng dùng nhiều các thể loại văn vần như lục bát, song thất lục bát, vè bốn chữ... để tuyên truyền một vấn đề. Nhiều tác phẩm thơ ca của Nguyễn Ái Quốc trong giai đoạn 1941–1942 được in lần đầu trên báo này và ký nhiều tên khác nhau: Kim Oanh, Bé Con, Xung Phong...